# 富嶽
富嶽（ふがく）は、太平洋戦争中に日本軍が計画した、アメリカ本土爆撃を目的にした超大型戦略爆撃機である。名は富士山の別名にちなむ。その壮大な計画と飛行性能から、局地戦闘機『震電』とともにゲームや架空戦記に頻繁に登場する機体となっている。

## 富嶽による米本土爆撃計画
1942年（昭和17年）、アメリカ軍による初の日本本土空襲（ドーリットル空襲）と、日本軍による初のアメリカ本土空襲が行われた。この年、中島飛行機の創始者である中島知久平が立案した『必勝防空計画』に書かれていた、アメリカ合衆国本土を空襲した後にそのままヨーロッパまで飛行し、同盟国であったナチス・ドイツまたはその占領地に着陸することが可能な大型長距離戦略爆撃機「Z飛行機」構想が、のちの富嶽である。同年8月15日、大本営陸軍部は「世界戦争完遂ノ為ノ決戦兵器ノ考案」を陸軍省に要望した。その中に「超遠距離飛行機」「特殊気球（フ号装置）ノ能力増大」という項目があった。
アメリカ本土爆撃を視野に入れ、日本を飛び立ち太平洋を横断してアメリカ本土を爆撃、そのまま大西洋を横断してドイツに寄り補給を受け、再び逆のコースでアメリカを再攻撃しながら戻ってくるか、またはソ連を爆撃しつつ世界を一周すると言う壮大な計画であった。全長45 m（米軍が太平洋戦争で実戦投入した4発戦略爆撃機ボーイングB-29の1.5倍）、全幅65 m（B-29の1.5倍）、爆弾搭載量20トン（B-29の2.2倍）、航続距離は19,400 km（B-29の3倍）、6発エンジンを目指した。
中島飛行機が設計にかかわる。1943年（昭和18年）5月31日、中島は軍令部官邸での夕食会で本機（富嶽）の構想を説明する。昭和20年にはB-29大型爆撃機が大量配備され「要スルニ現状デハ日本ノ軍需工場ハ全滅シテ戦力ヲ失フノハ明カデアルカラ、大型機ヲ急速ニ設計、生産ニ着手セネバナラヌ」と指摘し、B-29に対抗するには「其ノ飛行場ヲ使用不能ニスル事ガ考エラレル」と述べた。中島は、東條英機首相をはじめ、陸海軍大臣や関係者にも構想を訴えていたという。
このあと陸海軍共同の計画委員会によって計画が承認され、これに軍需省も加わった体制で開発が進められた。しかし陸海軍の要求性能が大幅に異なったため調整に苦労を強いられ、かつ軍需省は途中で独自に川西航空機に設計案を作らせ、しかも陸海軍や他社はおろか中島飛行機内部にさえ根強い反対論があるなど、開発体制には多くの問題があった。第一次案では、下記の仕様のごとくハ54×6基であったが、空冷四重星型という新形式の開発に手間取り、応急案としてハ44（空冷二重星型18気筒、2,450馬力/2,800 rpm)やハ50（空冷二重星型22気筒、3,100馬力/2,400 rpm）6基装備で暫定的に計画を進めた。この影響で爆弾搭載量も20 tから15 tに減らされた。
当時の日本はおろか戦後すぐのアメリカにおいてすらも、その技術力・工業力では手にあまると思える空前のスケールの機体（1946年に初飛行したアメリカ製の超大型爆撃機B-36ピースメーカーも推力不足に悩まされ、当時としては最新鋭の装備であったジェットエンジンをやむなく追加した）であったため、実現までに解決せねばならない諸問題が山積し、与圧キャビンの研究、新式降着装置の開発も行われた。
1943年（昭和18年）より中島飛行機三鷹研究所構内に組み立て工場の建設が開始された。しかし1944年（昭和19年）4月28日、日本軍は陸海軍当事者、軍需省、関係製作会社を集めて超重爆撃機「富嶽」の研究を続行するかを検討した。富嶽を予定どおり生産した場合、日本陸軍の四式戦闘機（疾風）の943機減産、海軍の陸上爆撃機銀河235機の減産を招く見通しとなった。資材、工作機械、技術研究の観点から、富嶽の研究は「遺憾ながら中止せざるを得ない」との結論に至った。日本軍は同年6月下旬のマリアナ沖海戦に敗北、絶対国防圏の東の鎖ともいうべきサイパンも7月6日に陥落、最大の支援者であった東條首相は周囲からの排斥によって7月18日に辞職した。本土防空戦のための戦闘機開発優先・開発機種削減方針により、「この戦争に間に合わない」と判断された富嶽開発は中止となった。

## 現存物
羽田空港拡張工事中に見つかった、富嶽のものとされるハ50エンジンが、成田国際空港に隣接する千葉県芝山町の航空科学博物館で展示されていた。（現在、外部へ貸出中）

## 富嶽計画参加者
- 中村良夫：のちのホンダ四輪開発責任者。中島に就職したばかりで従軍し、立川陸軍航空技術研究所第二研究所（陸軍航二研・航空発動機）に属しており、構想を実体化するタイミングでチームが編成され、一員として参加。中村は「それまでの日本最大の爆撃機は海軍の四発連山であり、日本の航空産業が持てる経験技術をはるかに逸脱した無謀なプラン」と評している。自身の関与したエンジンに関しては「開発を終わっていた「ハ219」をベースとするものであったため、エンジン自体の構造強度と性能は、まあなんとかメドがつけられそうであった」と、想定される技術範囲内であったとする一方、エンジンの冷却に関しては複列型であればバッフルにより前後のバランスをとれるが、四列では一列から四列までを均等に冷却することがうまくできなかったことが基本的問題点であり、このため三菱で開発中だった空冷複式22気筒「ハ50」を高出力化しようという代替案も出たが、これは基本仕様ですでに能力不足だったという[8]。

## 関連計画
「Z飛行機」を陸軍と海軍の要求に合うように、すり合わせる中で産まれた設計の一つがこの「富嶽」である。
他にアメリカ本土を長距離爆撃する機体として、陸軍のキ74とキ91の開発が進められたが、キ91は開発中止、キ74は審査中に終戦を迎えた。また、海軍も富嶽と競作する形でTBの開発を進めていたが、富嶽に敗れ開発中止となっている。
旅客機や輸送機へ転用する計画もあった。旅客機型は爆撃機型より一回り小さい全長33.5m、全幅50m、定員は4席x25列の100人。輸送機型は全幅を72mに拡大。この他にも爆撃用の装備を撤去し、機体下部に九七式七粍七固定機銃や九九式二〇ミリ機銃を搭載した掃射機型の計画も存在した。
アメリカがほぼ同時期に開発を開始した、ほぼ同サイズの戦略爆撃機B-36は、推進型に配置された6発のレシプロエンジンを搭載し第二次世界大戦後の1946年（昭和21年）8月8日に初飛行を行い、1948年（昭和23年）に配備開始され、B-36D以降はジェットエンジンを左右の主翼下に各2基ずつ、計4基をパイロンで吊り下げて追加し、空前絶後の10発爆撃機となった。
しかし1950年に勃発した朝鮮戦争においては、アメリカでさえ持て余す運用の困難さと高価さゆえに温存され活躍の機会を得られず、また時代は既にB-36のようなレシプロエンジン機の速力では通用しないと考えられた。アメリカにおいて兵器として成功する大型の戦略爆撃機は、B-52ストラトフォートレスまで待つことになる。

## 計画仕様

### 型式
注：予定である。
- 六発
- 中翼単葉
- 直線テーパー翼
- 全金属製
- 応力外皮構造
- 引き込み脚、主輪数4（外側2輪は重量軽減のため離陸後投下）
- 前輪式

### 機体仕様
注：全て計画値であり、これ以外にもいくつもの計画案があった。
- 全長：46.00 m
- 全幅：63.00 m
- 全高：8.80 m
- 主翼面積：330.00 m2
- 発動機：中島ハ54空冷式4列星型36気筒（ハ219複列星型18気筒を2台串型置） 5,000馬力(3725 kW)6発
- プロペラ：VDM定速6翅・8翅・二重反転4翅（いずれかで計画）
- プロペラ直径：4.5 - 4.8 m
- 自重：42 t
- 全備重量：122 t
- 最大速度：780 km/h（高度:10,000 m）
- 実用上昇限度：15,000 m 以上
- 航続距離：19,400 km 以上

### 武装
注：あくまで計画である。
- 20 mm 機関砲 4門
- 最大20 t までの爆弾
- 航空魚雷20本（雷撃仕様機）

## 登場作品

### 研究書
- 碇義朗『さらば空中戦艦富嶽-幻のアメリカ本土大空襲』光人社
- 前間孝則『富嶽-米本土を爆撃せよ』
- 『3DCGシリーズ54 日本軍試作機のすべて』双葉社
- 前間孝則：「富嶽 上: 幻の超大型米本土爆撃機」、草思社文庫、ISBN 978-4794224484（2020年4月6日）。
- 前間孝則：「富嶽 下: 幻の超大型米本土爆撃機」、草思社文庫、ISBN 978-4794224491（2020年4月6日）。

### ドキュメンタリー番組
土曜スペシャル『さらば空中戦艦富嶽 幻のアメリカ本土空襲』（1979年大映映像製作、NNN系列局）
ベースは前述の碇『さらば空中戦艦富嶽 - 幻のアメリカ本土大空襲』。司会役は水野晴郎。中島知久平役にハナ肇、東條英機役に内田朝雄、近衛文麿役に久米明を当てた再現ドラマや、ミニチュア撮影と操演特撮技術を駆使したニューヨークマンハッタン地区に林立する摩天楼の戦略爆撃映像も交え、開発計画の全貌を解説する構成がとられた。巨大な機体を有す高高度重爆撃機を敵艦隊への低空の雷撃に使用する、味方の被害が全くなく敵のP51迎撃機編隊を一方的に撃墜するなどの想定戦闘シーンが放映された。一回のみテレビ放映され、その後は2013年12月7日に日本映画専門チャンネルで放送されるまで、再放送もビデオ化・DVD化も一切されなかった。
『日本の極秘軍用機』（2007年ヒストリーチャンネル製作・放映、原題：Secret Japanese Aircraft of World War II）
富嶽の他、秋水、橘花、景雲を紹介・解説。

### 創作
架空戦記各作品
史実より日本の国力が大きかったり、太平洋戦争下で開発に成功して戦局を有利にしたりする設定で登場する。檜山良昭『大逆転！幻の超重爆撃機』シリーズ、横山信義『巡洋戦艦「浅間」』シリーズ、佐藤大輔『レッドサン ブラッククロス』『仮想・太平洋戦史 目標、砲戦距離四万』など。
『機神兵団』（1992年のOVA）
『荒野のコトブキ飛行隊』（2019年のTVアニメ）
第10話にて自由博愛連合所属の爆撃機として登場し、ラハマを爆撃敢行したがコトブキ飛行隊及びナサリン飛行隊とラハマ自警団らの活躍により阻止されている。
世にも奇妙な物語'01春の特別編『太平洋は燃えているか?』（2001年4月2日放送、フジテレビ系列局）
『雷神』という名で登場。